# 根室インターチェンジ
根室インターチェンジ（ねむろインターチェンジ）は、北海道根室市穂香にある根室道路のインターチェンジである。日本最東のインターチェンジとなっている。

## 歴史
- 2020年（令和2年）
  - 1月28日 : IC名称が「根室IC」で正式決定[1]。
  - 3月22日 : 温根沼IC - 根室IC間開通に伴い、供用開始[1]。

## 周辺
- 西月ヶ岡遺跡
- 根室西高等学校
- 根室総合運動公園
- 根室市立柏陵中学校
- 根室市立北斗小学校
- 根室駅（JR北海道・根室本線（花咲線））

## 接続する道路
- 直接接続
  - 国道44号

## 隣
E44 根室道路
温根沼IC - 根室IC